# VAST
VAST é uma banda americana de Austin, Texas.  A sigla VAST significa Visual Audio Sensory Theater e é a principal criação do cantor/compositor e membro fundador Jon Crosby. A banda está sob a marca da gravadora 2blossoms, uma gravadora independente criada pelo próprio Crosby.  Durante a constante troca de membros da banda e instrumentalistas, Crosby é reconhecidamente o homem por trás de VAST, e controla diretamente a direção musical da banda. O som de VAST é claramente identificado como um electro-rock ambiente com consideráveis influências industriais e acústicas, geralmente tocadas com o tradicional violão de Crosby, instrumentos eletrônicos e sintetizadores, e um som forte de baixo.  No palco, VAST utilizava monitores e elaborados efeitos visuais com o fim de complementar as performances ao vivo das músicas. Crosby disse uma vez, "a música do VAST tem a intenção de tocar pesado, e ao mesmo tempo prover a todos esfeitos visuais espetaculares".  Depois de VAST abandonar sua antiga gravadora Elektra Records para Jon Crosby criar a 2Blossoms, a banda ficou conhecida por tocar em lugares pequenos, obtendo menor audiência e menor faturamento. Mesmo assim, a banda conseguiu manter um número considerável de fãs e uma crescente popularidade no cenário underground, com um perfil diferente da Era Elektra, se importando mais com a música e a interação com o público do que com a interação entre música e efeitos visuais no palco.

## História
Saindo da adolescência e entrando na idade adulta em Bay Area, no meio dos anos 90, o homem chave do VAST, Jon Crosby, foi exposto a uma mistura eclética de música alternativa, consciência global, cultura de casas de café, e a Internet. Foi nesta atmosfera que ele começou a experimentar a mistura entre músicas eletrônica, mundial, clássica, metal, e pop para criar um som que os críticos de música acharam impossível de classificar.
“Eu senti quando eu comecei que eu queria explorar solo novo”, diz Crosby. “Eu percebi que cada gênero vinha de algum lugar. Às vezes é só questão de misturar diferentes estilos, e às vezes isso é um erro. De qualquer maneira, é excitante”; Através de uma série de demos e shows, VAST assinou contrato com a gravadora Elektra e, em 1998, lançou seu auto-intitulado primeiro CD, do qual se tornou um clássico do cult. Entretanto, o lançamento do segundo CD, Music for People, enquanto expandia o número de fãs do VAST, não foi um grande sucesso de crítica e comercial pelos padrões da gravadora. “Eu amo aquele CD, mas eu descobri através dos anos que você tem sucessos e perdas. Eu acho que aquele CD deveria ter sido auto-indulgente de uma maneira errada (risos)”. Tornou-se claro neste ponto que quando o futuro do VAST chegou, Crosby e Elektra tiveram visões discordantes. 
Crosby deixou Los Angeles para procurar consolação no sudoeste dos EUA para um ano de reflexão. “Fui contratado aos 20 anos, e mesmo antes disso, trabalhei com música durante anos, sozinho”, suspira. “Naquele tempo, eu tinha 26 anos e entre gravar e fazer turnês, eu não tive a chance de viver a vida”. Sua curta estadia no Novo México ultimamente resultou numa série de downloads online intitulada Turquoise & Crimson. Esta manobra marcou um método único de lançar música diretamente aos fãs, ignorando-se a venda física de CDs e outras fontes de venda. A grande jogada empreendedora foi vender somente grupos de músicas, ao invés de uma só música por download. “Eu não queria que as pessoas ouvissem a uma só música”, diz Crosby. “Eu queria que elas ouvissem para onde eu estava indo”. Músicas selecionadas de Turquoise & Crimson foram mais tarde compiladas e lançadas como o CD Nude em 2004, através da 456 Entertainment.
“Lançar Nude pela 456 foi um pesadelo”, diz Crosby. “Havia tantos problemas lidando com eles em todos os níveis. Eu senti que fizemos um grande erro não acreditando o suficiente em nós mesmos para fazermos isso por conta própria”. Nasceu desta experiência a própria gravadora de Crosby, 2blossoms Records & Media. O primeiro CD foi lançado nas lojas em maio de 2006. “Cuidar de uma gravadora é uma experiência totalmente diferente. Mas é a única maneira de ter certeza que minha visão está intacta e eu posso corresponder às maiores expectativas de nossos fãs. Os dias de estrela do rock pedante acabaram; mais do que nunca, fazer coisas novas é importante, e se você não consegue se inteirar do que está acontecendo, você fica para trás”. Seguir em frente também significa a adição de novos membros. Michaesl Austimoore (baixo), de San Diego, se juntou à banda antes da turnê de 2004, e Ben Fenton (guitarrista), nascido em Austin, se juntou ao VAST no começo de 2006.
Em resposta à grande demanda de fãs, VAST lançou o download de April, um projeto acústico que mostra as habilidades de composição musical de Crosby. O lançamento definitivo aconteceu em abril de 2007. “Eu senti que pela primeira vez achei meu nicho e minha voz”, diz Crosby. “Eu senti que finalmente as pessoas estavam começando a me entender. Senti-me vencedor. Eu acho o futuro excitante, e não posso lhe esperar. Mas estou mais excitado com o aqui e agora. Agora é onde isso está”. VAST está em turnê vendendo os ingressos dos shows diretamente aos fãs através de seu sítio virtual, mais uma vez provando que estão à frente de um novo movimento de músicos que estão lidando com seus negócios e sua arte com as próprias mãos.
Embora críticos comparem VAST com certo número de bandas comerciais de sucesso através dos anos, a composição musical e estilo de produção únicos de Crosby claramente continuam a não corresponder ao apelo comercial. “Quando as pessoas ouvem nosso primeiro CD pela primeira vez, eles acham que foi gravado recentemente”, diz ele. “Foi gravado em 1998! Estou orgulhoso disso, e eu acho que isso mostrará que há uma luz no fim do túnel quando você foca mais em crescer artisticamente e menos em crescer financeiramente. As pessoas realmente percebem o esforço de alguém ao se fazer algo especial”.

### Primeiros anos
Jon Crosby surgiu no cenário musical com apenas 13 anos, quando apareceu como um promissor guitarrista para o futuro em uma revista norte-americana chamada "Guitar Player Magazine".  Ele também gravou algumas músicas demonstrativas em casa com nada mais que uma guitarra e uma Bateria eletrônica, e às vezes acompanhado de um baixista.Jon ainda se juntou a um projeto da Shrapnel, para se lançar como guitarrista, mas logo desistiu e foi seguir seu próprio caminho.  Crosby largou a segundo grau na escola para estudar em casa e começar sua própria banda, que foi chamada de VAST. Em história muito parecida com o começo da banda alternativa de rock/industrial Nine Inch Nails, Crosby era o único membro de sua banda, mas conseguiu outros músicos para que pudessem começar um tour e a tocar ao vivo.  
Após enviar inúmeras fitas demonstrativas para estações de rádio locais no Texas, a banda começou a receber uma atenção considerável; especialmente depois que Crosby enviou uma fita demonstrativa para a Elektra Records, que eventualmente assinou um contrato com o músico debutante. Em pouquíssimo tempo, a banda liberou uma amostra chamada VAST Is..., onde havia as quatro primeiras faixas musicais do primeiro álbum que iriam lançar, com o nome Visual Audio Sensory Theater.  A música Touched foi bastante tocada nas rádios locais antes de receber a atenção do grande público, aparecendo até no filme A praia e como música promocional de comerciais de tv e rádio.

### A Era Elektra (1998-2000)
Crosby só lançou seu melhor material em 28 de abril de 1998, com seu primeiro CD Visual Audio Sensory Theater, que foi bastante promovido pela Elektra como uma revolução musical do rock devido ao uso de vários coros, (como os Monges Beneditinos da Abadia de Saint-Maur e Le Mystère des Voix Bulgares), uma orquestra de 17 peças, riffs de guitarra, sons de música ambiente e eletronica, assim como sons nunca antes ouvidos em músicas do gênero rock.  A popularidade da banda explodiu assim que seu segundo single chamado Touched tornou-se um hit, sendo que foi bastante divulgada na televisão por meio do seriado de TV Angel (do qual faz parte da trilha sonora), e sendo usada no trailer do filme A Praia.  A música é ainda uma das favoritas dos fãs, sendo bastante tocada nas rádios internacionais e utilizada em comerciais de TV até hoje.  Depois que o cd Visual Audio Sensory Theater alcançou o sucesso, a banda entrou em um extensivo tour abrindo shows de incontáveis bandas, o que fez o VAST ganhar muitos fãs e um culto de seguidores. Após terminar o tour, a Elektra pressionou Crosby a produzir um disco mais acessível para o mercado, mas que ao mesmo tempo mantivesse o som distinto do VAST. Esta pressão deixou Crosby preocupado, mas ele concordou com a gravadora, retornando ao estúdio, onde criou seu lançamento mais comercial, e também o mais bem sucedido, Music for People, no ano 2000.
O processo de produção do disco foi incrivelmente tumultuado, com Crosby brigando constantemente com executivos da gravadora sobre a direção das músicas e com o guitarrista da banda Rowan Robertson querendo deixar a banda para começar carreira solo. No final do processo de gravação do disco, Robertson deixou a banda, e Jon Crosby, de forma relutante, lançou as músicas mais emotivas que o VAST poderia lançar no disco.  Como esperado, Music for People teve uma grande repercussão no cenário musical dos EUA, sendo divulgados até pela MTV com seu clipe musical Free, e a música Free foi listada na Billboard's Hot 100, alcançando a 42ª posição da lista, e ficando também como a número 2 na lista da Modern Rock Tracks.  Este sucesso comercial fez com que a fama do VAST explodisse, mas Jon Crosby estava descontente com o sucesso da banda e a direção que a banda tomou por parte da pressão da Elektra.  Então, em 2002, após uma longa turnê e busca espiritual, Crosby foi para o sudoeste dos EUA para se auto-descobrir, desvinculando assim, o VAST da gravadora Elektra.

### A Era Turquoise & Crimson (2001 - 2005)
Em 2004, Crosby gravou novas músicas, formando assim um álbum chamado "Turquoise 3.x" e outro chamado "Crimson 3.x", ambos lançados somente para download no website da banda.
Isso lhes garantiu uma companhia com a 465 Entertainment, que se interessou pelo projeto de Jon, fazendo com que ele juntasse as melhores músicas destes dois CD´s para formar um único, chamado "Nude".
Devido a relativa "obscuridade" da gravadora e o estranho método de lançar o CD, a banda acabou voltando ao meio Underground, assim como queria Jon. A partir desse ponto, Crosby percebeu que era aquilo que ele queria, e não o que a Elektra queria. Apesar de menor, a 465 Entertainment também era algo difícil de lidar. Jon não gostava de gravadoras, devido aos problemas de entrar num acordo sobre as músicas. Como ele mesmo havia dito: "Eu sinto que cometi um erro ao não acreditar que podíamos fazer por nós mesmos, sem depender de alguma gravadora".
"Nude" não foi bem recebido pela crítica, aliás, foi um fracasso comercial, porém, para aqueles que acompanhavam o VAST desde seu início, "Nude" foi o melhor lançamento depois de seu álbum de estréia, o Visual Audio Sensory Theater. Após o desastre com a 465, Crosby começou seu próprio selo, a 2Blossoms Records and Media.

### A Era 2blossoms (2005-presente)
Nota: A Era 2blossoms é caracterizada principalmente pela interação com o público, principalmente pela internet, tanto com vendas online por meio de download das músicas pela internet, compras de ingressos de show, envio de informações diretamente da banda para fãs via MySpace e LiveJournal, como concursos para formação de capa de CD ou criação de videoclipes pelos fãs.
Após uma pequena turnê de Nude, a banda lançou seu primeiro CD pelo selo da 2blossoms, de nome A Complete Demonstration, que era uma coletânea de várias músicas demos que seriam pré-selecionadas para a gravação do Visual Audio Sensory Theater. O CD foi vendido em versão limitada, e esgotou rapidamente devido à demanda popular. Mas, em 2006, a banda lançou o CD Turquoise & Crimson, um CD duplo de todas as músicas lançadas online em 2004. A demanda popular foi alta, mesmo sendo um disco independente. O disco recebeu elogios da crítica e dos fãs, mas não recebeu atenção suficiente para colocar a banda de volta às paradas de sucesso. Mais tarde, ainda em 2006, VAST lançou um disco ao vivo, Live at CBGB's, pelo selo da 2blossoms.  
Após múltiplas turnês, VAST voltou aos estúdios e gravou seu primeiro CD acústico, April. O método de lançamento de April foi, mais uma vez, nada ortodoxo.  Originalmente, Crosby lançou uma versão online deste CD acústico com dez músicas, com a intenção desta ser a versão final do álbum. Mas Jon Crosby não estava contente com a versão gravada, então gravou 4 novas músicas e uma lista de faixas musicais inteiramente novas. A capa do CD foi feita mediante um concurso promovido para os fãs, onde um deles teria seu desenho como a arte da capa do CD, que seria vendido nas lojas.  O CD não foi tão bem recebido pela crítica e pelos fãs, mas modestamente aceito como um bom CD. Não foi um CD tão bom quanto os anteriores, mas conseguiu angariar novos fãs e é o trabalho do VAST favorito de Jon Crosby.
Segundo Jon, April foi o trabalho em que ele finalmente "encontrou" sua voz, como ele mesmo havia dito numa entrevista, após o lançamento do April
É esperado em 2008 um CD/DVD documentário intitulado Closed Romantic Realism.  A expectativa de lançamento do CD é para próximo do meio do ano de 2008 com a volta do electro-rock que existia nos trabalhos antigos. O documentário, que será lançado juntamente ao CD, versará sobre a dificuldade de uma banda independente conseguir sucesso no cenário musical. VAST também lançou em 2007 um álbum ao vivo chamado Seattle 2007, da qual continha mais músicas de April tocadas ao vivo do que o trabalho ao vivo anterior, Live at CBGB's, mas que não foi tão recebido pelos fãs quanto este último, pela qualidade aquém da gravação ao vivo.
VAST está atualmente em turnê, promovendo o CD April pelos EUA e Reino Unido.

## Discografia

### Álbuns de estúdio
- Visual Audio Sensory Theater (1998) Elektra
- Music for People (2000) Elektra
- Nude (2004) 456 Entertainment / SPV
- Turquoise & Crimson (2006) 2Blossoms
- April (2007) 2Blossoms
- Closed Romantic Realism (Previsão de lançamento em 2008) 2Blossoms

### Outros lançamentos
- VAST Is... (1998) Elektra
- Turquoise & Crimson (Versão Online) (2004) Lançado independentemente de gravadora
- A Complete Demonstration (2005) 2Blossoms
- April (Versão Online) (2006) 2Blossoms
- Live at CBGB's (2006) 2Blossoms
- Seattle 2007 (2007) 2Blossoms
- Chicago 2008 (2008) 2Blossoms